# Adrian Năstase
Adrian Năstase (phát âm tiếng România: [adrian nəstase]; sinh 22 tháng 6 năm 1950) là một chính trị gia România, Thủ tướng Chính phủ Romania từ tháng 12 năm 2000 đến tháng 12 năm 2004. Ông đã tranh cử với tư cách ứng cử viên Đảng Dân chủ Xã hội trong cuộc bầu cử tổng thống năm 2004, nhưng đã bị đánh bại bởi ứng cử viên Liên minh Công lý và Sự thật trung hữu Traian Băsescu.
Adrian Năstase là Chủ tịch Hạ nghị viện từ 21 tháng 12 năm 2004 cho đến 15 tháng 3 năm 2006 khi ông từ chức do cáo buộc tham nhũng. Ngày 30 tháng 1 năm 2012, tòa án tuyên án Adrian Năstase hai năm vì lạm dụng của một hội nghị công khai tài trợ để huy động tiền mặt cho chiến dịch không thành công của mình trong năm 2004. Adrian Năstase tuyên bố câu bị ảnh hưởng bởi chính trị gia đối thủ Traian Basescu, tại thời điểm Chủ tịch Romania, và chỉ ra rằng nếu cần thiết, ông sẽ đệ đơn vụ của ông lên Toà án Nhân quyền châu Âu. 
Adrian Năstase đã bị kết án phạt tù 2 năm cho các cáo buộc tham nhũng, bản án chung tẩm được tuyên ngày 20 tháng sáu 2012. Vào thời điểm khi bản án được tuyên bố, ông là người đứng đầu đầu tiên của chính phủ bị kết án tù trong 23 năm dân chủ ở Romania.
Theo Bộ luật Hình sự Rumani, điều 59 và 60, người trong độ tuổi của ông bị kết án ít hơn 10 năm có thể được tha nếu có hành vi tốt chỉ sau khi thực hiện giam giữ một phần ba thời hạn tù. Do đó, Adrian Năstase đã được dự kiến sẽ thụ án chỉ 8 tháng trong tù, như là kết quả của hình phạt này. 
Khi gặp cảnh sát tại nơi cư trú của mình, ông đã cố gắng tự tử bằng cách bắn vào cổ họng mình bằng một khẩu súng Smith & Wesson mm 9.